# Brunettia collessi
Brunettia collessi är en tvåvingeart som beskrevs av Duckhouse 1991. Brunettia collessi ingår i släktet Brunettia och familjen fjärilsmyggor. Inga underarter finns listade i Catalogue of Life.